# 라팔 올빈스키

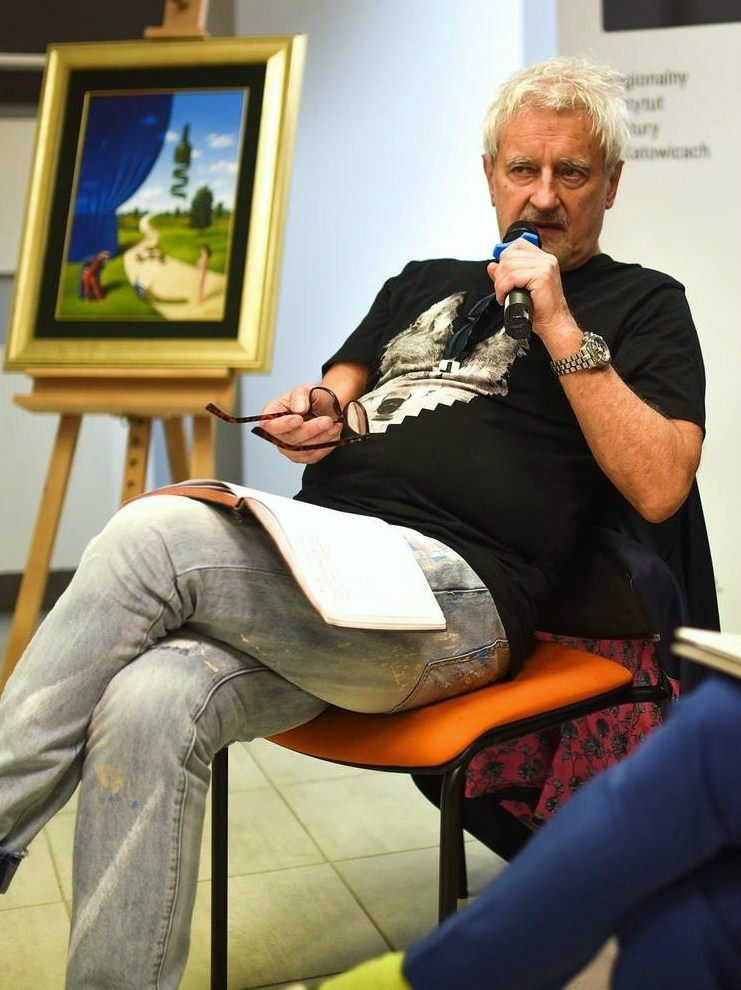
라팔 올빈스키

라팔 올빈스키(Rafał Olbiński, 1945년 ~ )는 미국의 초현실주의 작가이다.
1945년 폴란드의 남부도시 키엘체(kielce)에서 태어나 1981년 미국으로 이주한 라팔 올빈스키는 일반적인 상식을 뛰어넘는 초현실주의적 감각을 보여주며 화가, 일러스트레이터이자 디자이너로 활동하며 다양한 분야에서 널리 인정받는 예술가이다. 그만의 독특한 작품 세계로 Time, Newsweek, Playboy, The New York Times 등 세계적인 유명 잡지의 표지화로 이름을 알렸다.